# Slag om Fort Sanders
De Slag om Fort Sanders vond plaats op 29 november 1863 bij Fort Sanders in Knox County, Tennessee tijdens de Amerikaanse Burgeroorlog. De Zuidelijke luitenant-generaal James Longstreet slaagde er niet in, om door de Noordelijke verdedigingsgordel rond Knoxville te breken. De Noordelijke generaal-majoor Ambrose E. Burnside kon Fort Knox, de sleutel tot de stad, behouden.

## Achtergrond
De Zuidelijken hadden nooit de volledige controle over oostelijke Tennessee River kunnen veroveren. Slavernij had nooit vaste voet aan de grond gekregen in deze streek door geografische beperkingen enerzijds en morele tegenkantingen anderzijds. De Noordelijke symphatieën waren sterk in oostelijke Tennessee. Daarom hadden de Noordelijke eenheden onder Burnside geen echte tegenstand ondervonden toen ze oprukten naar Knoxville. Het bergachtige reliëf had voor meer problemen gezorgd.
Om Knoxville makkelijker te kunnen verdedigen, bouwde de genie onder leiding van kapitein Orlando M. Poe een reeks van fortificaties rond de stad. Net ten westen van de stad lag Fort Sanders. Dit fort werd vernoemd naar brigadegeneraal William P. Sanders die op 18 november 1863 sneuvelde in de omgeving van Knoxville. Het fort lag op een natuurlijke hoogte en werd omgeven door een gracht van 4 meter breed en 3,5 meter diep. Een bijna verticale wand van 5 meter hoog torende boven de gracht uit. Het fort herbergde 12 kanonnen en 440 soldaten van het 79th New York Infantry.

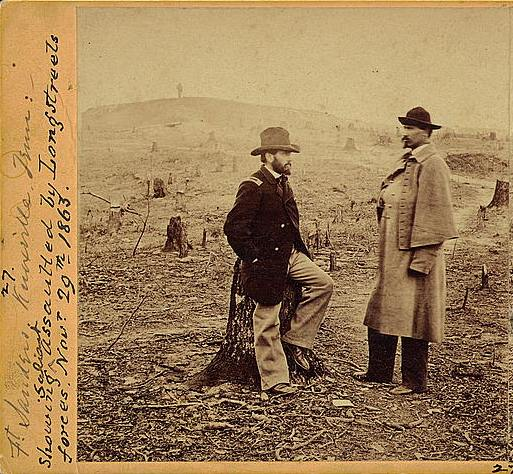
Noordelijke genisten Orville E. Babcock, links en Orlando Poe, rechts bij het beschadigde Fort Sanders, Knoxville, Tennessee.

Terwijl het Zuidelijke leger onder leiding van generaal Braxton Bragg de Noordelijken belegerde in Chattanooga na zijn overwinning in de Slag bij Chickamauga, werd luitenant-generaal James Longstreet naar Knoxville gestuurd om Burnsides Army of the Ohio te verhinderen naar Chattanooga op te rukken. Na de Slag bij Campbell's Station betrok Burnsides leger de defensieve stellingen rond Knoxville. De belegering begon op 17 november 1863. Na een verkenning rond de verdedigingswerken besliste Longstreet om de aanval te openen op Fort Sanders. De eerste aanval werd voor 20 november gepland. Deze aanval werd uitgesteld, omdat Longstreet wilde wachten op versterkingen. De aanval werd uiteindelijk uitgevoerd door de brigades van brigadegeneraals Benjamin G. Humphreys en Goode Bryan en kolonel Solon Z. Ruff die de leiding had over de brigade van William T. Wofford.
Op 23 november 1863 namen Longstreets eenheden de Cherokee Heights in, een strategische locatie op ongeveer 2.200 meter van Fort Sanders. De bedoeling was, om daar artillerie op te stellen om het fort te beschieten voor de infanterieaanval zou uitgevoerd worden. Op het laatste moment werd dit plan aangepast en verkoos Longstreet een verrassingsaanval uit te voeren bij dageraad. Het verrassingseffect werd wel tenietgedaan, doordat Longstreet uren voor het begin van de aanval scherpschutters opstelde.

## De slag
De aanval vond plaats op 29 november 1863. Longstreet dacht, dat de vijandelijke obstakels gemakkelijk te overwinnen zouden zijn. Hij zag door zijn verrekijker een Noordelijke soldaat met gemak over de gracht wandelen. Wat Longstreet niet gezien had was dat de Noordelijke soldaat over een plank liep. Ook over de muren maakte Longstreet zich niet veel zorgen.
De Zuidelijke aanvalsmacht rukte tijdens een koude en natte nacht tot op 120 meter van het fort op. Hun aanval werd later omschreven als "onnodig wreed naar 19de-eeuwse normen.” Ze werden eerst geconfronteerd met een telegraaflijn die op kniehoogte tussen palen was gespannen. Velen vonden de dood terwijl ze uit het kluwen probeerden te geraken. Daarna bereikten ze de gracht. Door de vrieskou was de wand en bodem van de gracht extra glad. De Noordelijke verdedigers schoten met alles wat ze hadden op de samengepakte aanvallers. Een reeks vlaggendragers werden neergeschoten toen ze probeerden om hun vlag op het fort te hijsen. De vlaggen van de 16th Georgia, 13th Mississippi en 17th Mississippi werden snel verwijderd door de Noordelijken.

## Gevolgen
Na twintig minuten liet Longstreet zijn soldaten terugtrekken. Terwijl de Zuidelijken terugtrokken, maakten de Noordelijken 200 Zuidelijken krijgsgevangen in de gracht. De Zuidelijken verloren 813 soldaten, de Noordelijken 13. De mislukte aanval op Fort Sanders en het nieuws dat Braxton Bragg verslagen was in de Derde slag bij Chattanooga maakte een eind aan het beleg van Knoxville. Longstreet trok zich terug op 4 december. Oostelijk Tennessee bleef in Noordelijke handen voor de rest van de oorlog.

## Aanbevolen lectuur
- Alexander, Edward P. Military Memoirs of a Confederate: A Critical Narrative. New York: Da Capo Press, 1993. ISBN 0-3068-0509-X. First published 1907 by Charles Scribner's Sons.
- Korn, Jerry, and the Editors of Time-Life Books. The Fight for Chattanooga: Chickamauga to Missionary Ridge. Alexandria, VA: Time-Life Books, 1985. ISBN 0-8094-4816-5.
- Taylor, Paul. Orlando M. Poe: Civil War General and Great Lakes Engineer. Kent, OH: Kent State University Press, 2009. ISBN 978-1-60635-040-9.
- Seymour, Digby Gordon. Divided Loyalties: Fort Sanders and the Civil War in East Tennessee. Knoxville: University of Tennessee Press, 1963.